# Gunnel Hazelius-Berg

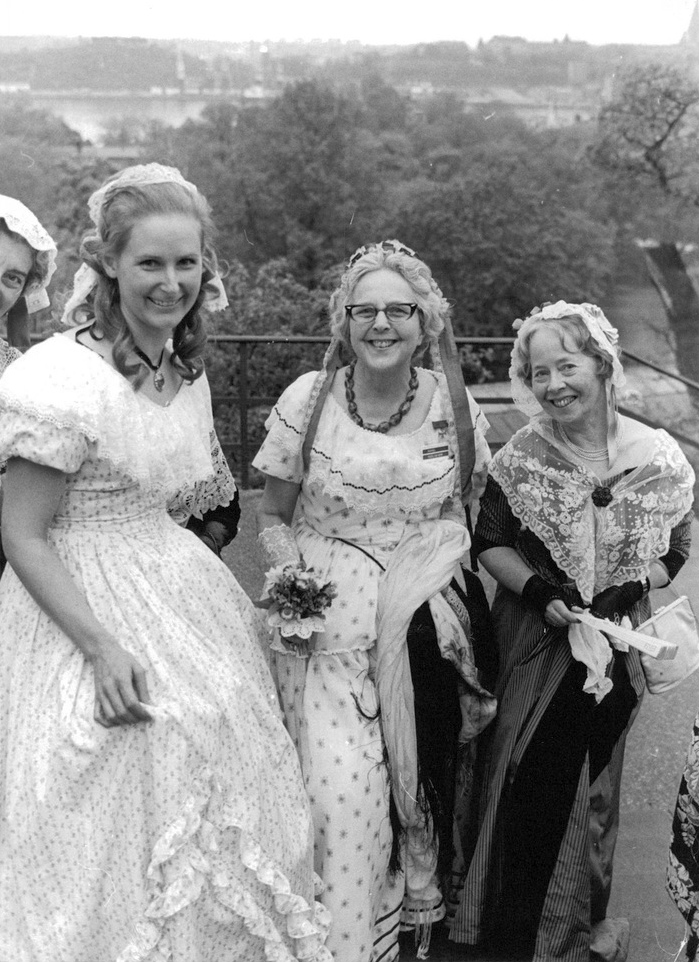
Birgit Sommer, Gunnel Hazelius-Berg och Margit Siwertz iklädda 1800-talsdräkter på Nya Iduns vårfest på Skansen i maj 1968.

Gunnel Gunnarsdotter Hazelius-Berg, född Hazelius 10 maj 1905 i Stockholm, död där 7 november 1997, var en svensk museitjänsteman och textilforskare. Hon började arbeta vid Nordiska museet 1926. Hon var dotter till Gunnar Hazelius och sondotter till Artur Hazelius.
Gunnel Hazelius-Berg genomgick Anna Sandströms skola och fortsatte därefter sin utbildning vid Nordiska museet och Skansen, där hon 1924 anställdes som registrator. Hon ägnade sig främst åt dräkt- och textilforskning och blev 1934 föreståndare för Nordiska museets textilkonserveringsateljé. Åren 1937–1938 deltog hon i ordnandet av de svenska folkkonstutställningarna i Paris och Bryssel. Gunnel Hazelius-Berg blev senare föreståndare för högreståndsavdelningens dräkter och textilier. Hon var delaktig i ett antal större utställningsproduktioner under 1950- och 1960-talet, bland andra Dukade bord (1955).
Hon var från 1929 gift med Gösta Berg. När han tillträdde som styresman för Nordiska museet år 1955 såg hon sig tvungen att lämna sin chefspost.
Hazelius-Berg blev ordförande i Sällskapet Nya Idun åren 1962–1969. Hon var med om att grunda den svenska avdelningen av föreningen Soroptimist International för framstående yrkeskvinnor. Hon blev snart dess Europapresident och var 1969–1971 internationell president för soroptimisterna. Åren 1972–1978 var hon dessutom ordförande för Svenska Hemslöjdsföreningarnas Riksförbund. Makarna Berg fick två barn, Jonas Berg och Ann-Sofi Topelius, och ligger begravda på Solna kyrkogård.